# ميناء الصيد البحري بالدقم

ميناء الصيد البحري بالدقم

ميناء الصيد البحري بالدقم هو ميناء متعدد الأغراض، يقع في ولاية الدقم بسلطنة عمان، حيث يعد الميناء أكبر موانئ الصيد البحري في سلطنة عمان بمساحة 600 هكتار وعمق 10 أمتار، ويضم الميناء منطقة للصناعات السمكية من المتوقع أن تحتضن حوالي 60 منشأة متخصصة في مجال التصنيع السمكي والتعليب وغيرها من الصناعات السمكية الأخرى

## إنشاء الميناء
تم إنشاء ميناء الصيد البحري بالدقم عن طريق المنطقة الاقتصادية الخاصة بالدقم بالتنسيق مع وزارة الزراعة والثروة السمكية وموارد المياه، حيث يعد ميناء الصيد البحري بالدقم أكبر ميناء للصيد في السلطنة
والميناء هو أحد المشاريع الرئيسية التي تزخر بها المنطقة الاقتصادية الخاصة بالدقم، والتي تهدف إلى تعزيز إمكانات المنطقة للاستفادة من الثروة السمكية المتوفرة بها أو في المناطق القريبة منها. كما سيعمل مجمع الصناعات السمكية المرتبط بالميناء على تعزيز الاستفادة من خدمات مطار الدقم الذي زود بمبنى للشحن الجوي، بالإضافة إلى دعم قطاع إعادة التصدير وصناعة فرص العمل والمساهمة في تنشيط قطاع الثروة السمكية بالسلطنة في سبيل التنويع الاقتصادي وتعزيز الأمن الغذائي، بالإضافة إلى نقل التكنولوجيا الحديثة عالميا إلى سلطنة عمان وإيجاد قيمة مضافة للثروة السمكية.

## ميزات الميناء
يتميز الميناء بعمق يبلغ 10 أمتار ويتم العمل على ربطه بشبكة من الطرق والمرافق الخدمية، كما يحتوي على كاسر أمواج رئيسي طوله 2,2 كم ، وكاسر أمواج ثانوي طوله 1,1 كم ، ويبلغ إجمالي أطوال الأرصفة البحرية حوالي 1.2 كم، في حين تبلغ المساحة المخصصة للمرافق الخدمية 248,931 متر مربع، بالإضافة إلى أن الميناء مزود برصيف سياحي مساحته 75,000 متر مربع سيقدم خدماته للسفن السياحية ضمن مخطط المشروع

## تشغيل الميناء
وقد استلمت المنطقة الاقتصادية الخاصة بالدقم ميناء الصيد البحري من المقاول الرئيسي وقامت بتسليمه إلى الائتلاف الذي تقوده شركات جهاز الاستثمار العُماني المتمثلة في الشركة العُمانية لتنمية الثروة السمكية (FDO) والشركة العُمانية للاستثمار الغذائي القابضة، ويضم الائتلاف أيضًا شركة ميناء لوريان الفرنسي، وسوف يقوم الائتلاف بتنفيذ أعمال البنية الفوقية وتشغيل الميناء